# Зніч (Прушкув)

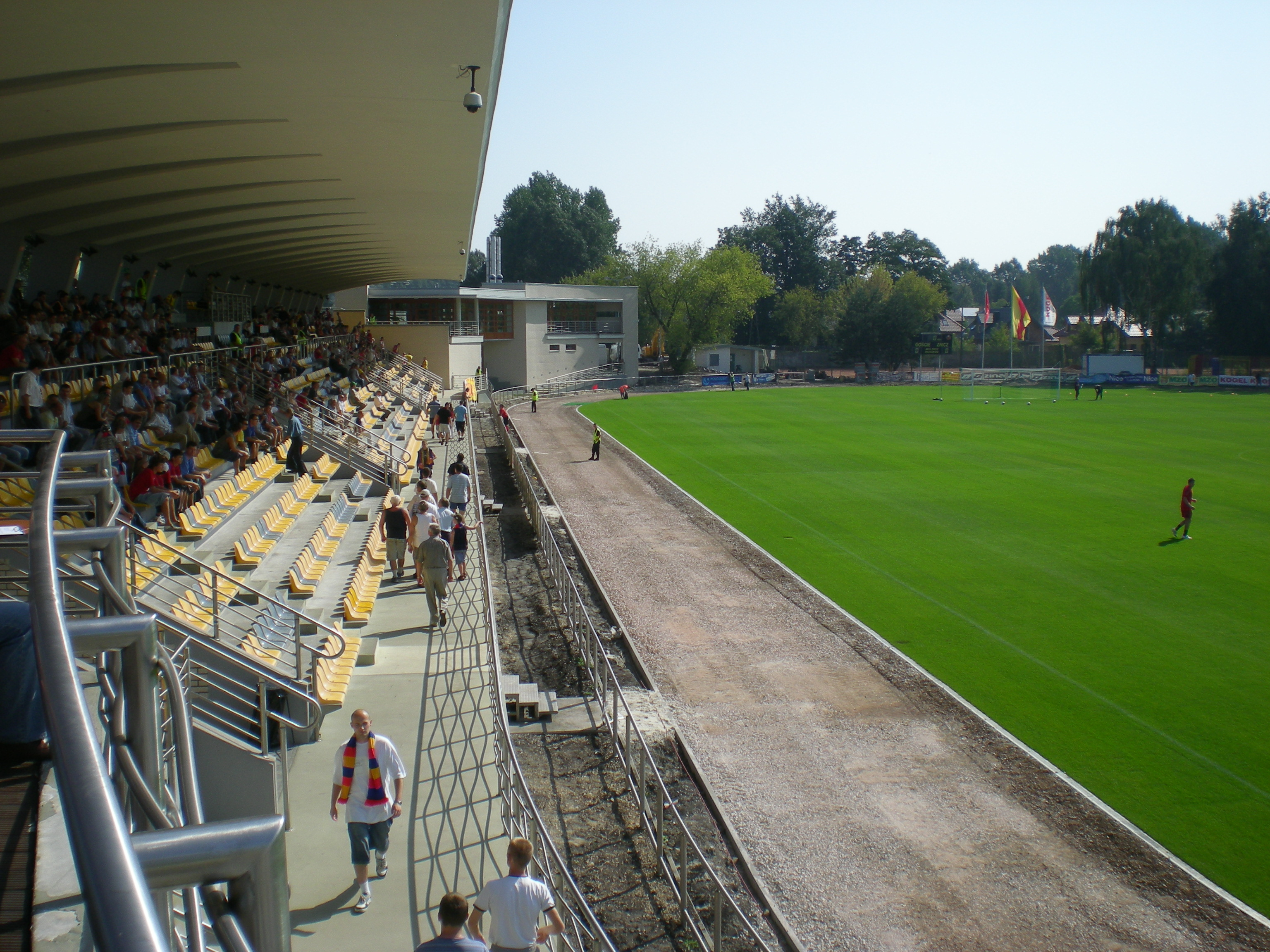
Стадіон МСОЗ у Прушкові

«Зніч Прушкув» (пол. Znicz Pruszków) — професіональний польський футбольний клуб з міста Прушкув.

## Історія
Колишні назви:
- 1923: КС ТУР Прушкув (пол. KS [Klub Sportowy] TUR Pruszków)
- 1928: КС Зніч Прушкув (пол. KS Znicz Pruszków)
- 1939—1945: не виступав
- 1947: РКС Зніч Прушкув (пол. RKS [Robotniczy Klub Sportowy] Znicz Pruszków)
- 1950: РКС Колеяж Прушкув (пол. RKS Kolejarz Pruszków)
- 1955: РКС Зніч Прушкув (пол. RKS Znicz Pruszków)
- 19??: МКС Зніч Прушкув (пол. MKS [Miejski Klub Sportowy] Znicz Pruszków)

У 1923 році був організований клуб, який отримав назву «„ТУР“ Прушкув». У 1927 році змінив назву на «Зніч Прушкув». Команда виступала у змаганнях варшавського округу. У 1939 році клуб припинив існування.
Після Другої світової війни клуб відновив діяльність і бере участь у ІІІ лізі Чемпіонат Польщі. У 1948 рішенням польських влад багато клубів розформовано і організовано галузеві клуби на зразок радянських команд. «Зніч» був приписаний до залізничної промисловості і у 1950 році перейменований на «Колеяж Прушкув».
У 1955 році повернено історичну назву «Зніч Прушкув». До 2000 року команда виступала в окружних лігах, а у 1966–1972 і 1986–1987 у ІІІ лізі. З 2000 року виступала у ІІІ лізі. У 2007 році клуб дебютував у ІІ лізі, яка по реорганізації системи футбольних ліг у наступному році змінила назву на І ліга. Але після двох сезонів вилетів до ІІ ліги, у якій виступає дотепер.

## Титули та досягнення
- Чемпіонат Польщі:
  - 5 місце (1): 2008 (І ліга)
- Кубок Польщі:
  - 1/16 фіналу (2): 2007, 2008

## Відомі футболісти
- Роберт Левандовський
- Дмитро Юхимович